# Titrafilm
 (août 2024).
Si vous disposez d'ouvrages ou d'articles de référence ou si vous connaissez des sites web de qualité traitant du thème abordé ici, merci de compléter l'article en donnant les références utiles à sa vérifiabilité et en les liant à la section « Notes et références ».
TITRAFILM est une société de post-production française spécialisée notamment dans le sous-titrage, l'accessibilité et le doublage d'œuvres cinématographiques et audiovisuelles.

## Histoire
Fondée en 1933, TITRAFILM est la plus ancienne société au monde de doublage et de sous-titrage pour le cinéma.
Toujours très active dans ces domaines, et également pour les festivals, la télévision et les plateformes de streaming, la société a aussi développé ses compétences dans le sous-titrage pour sourds et malentendants et l'audiodescription, et contribue à la numérisation et à la restauration du patrimoine cinématographique.
En 2023, la société développe des activités de post production image et son dans ces nouveaux locaux situés dans le 9ème arrondissement de Paris sous le nom de TITRAFILM A LA PLAGE Studio.

## Séries télévisées
- 2017 - The Chosen : Série créée par Dallas Jenkins (en).
- 2018 -  Charmed : Redémarrage de la série Charmed créée par Constance M. Burge en 1998.
- 2020 - 2023 : The Hardy Boys : Série créée par Steve Cochrane et Jason Stone d'après Les Frères Hardy du collectif Franklin W. Dixon

## Film
- 1932 - Scarface : Film réalisé par Howard Hughes. (Sous-titrage français)
- 2014 - Les Minions : Film réalisé par Pierre Coffin. (Doublage français)

## Récompenses
- Prix Spécial César & Techniques 2016[2]
- Prix Marius de l'audiodescription 2018[3]
- Prix de l'innovation César & Techniques 2019[4]
- Lauréat La Grande Fabrique de l'Image (France 2030) 2023[5]